# Кой (страва)

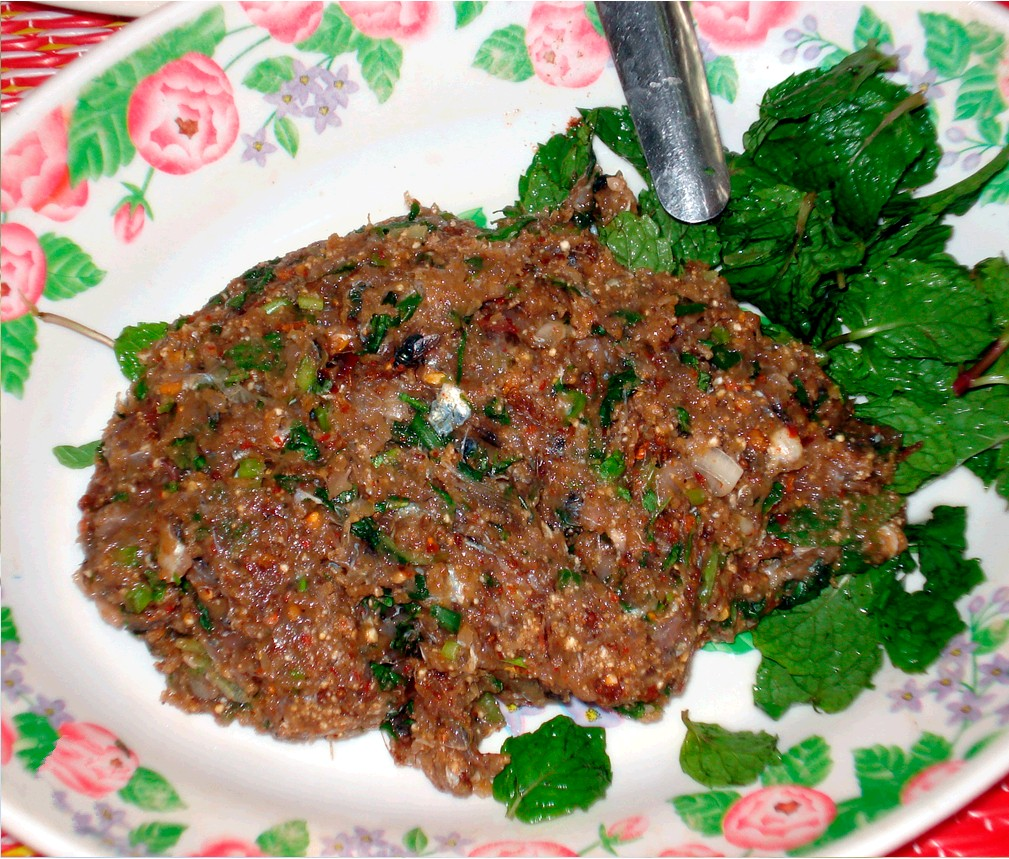
«Кой пла»

Кой (лаос. ກ້ອຍ; тай. ก้อย)  - популярний салат з денатурованого соком лайму сирого м'яса та спецій в Лаосі та Ісаані, Таїланд.  Може виготовлятися з креветок (кой кунг), риби (кой пла). У Ісаані кислоту для кой можуть отримувати з червоних мурах, додаючи їх до салату.
Кой з риби може бути причиною паразитичних захворювань, наприклад Opisthorchis viverrini. Кой з равликів ймовірно є причиною зараження паразитом Angiostrongylus cantonensis.